# Хлопчик-мізинчик
Хлопчик-мізинчик (фр. Le petit Poucet) — казка французького письменника Шарля Перро, який помістив оповідку до збірки «Казки матінки моєї Гуски, або ж історії та оповідки минулих часів з повчальними висновками» (1697). Головним героєм казки став Хлопчик-мізинчик, персонаж європейського фольклору.

## Сюжет
Хлопчик-мізинчик — наймолодший син лісоруба. Коли хлопчик народився, він був дуже маленьким, не більшим за мізинчик, тому саме так його і називали. Коли Хлопчик-мізинчик трохи підріс, він все ще був найменшим з усіх синів лісоруба і тому вважався дурником, хоча був найрозсудливішим серед них усіх. Коли батьки вирішують завести своїх дітей в ліс і покинути там, Хлопчик-мізинчик виявляє свою кмітливість і приводить своїх братів назад по стежці, позначеній білими камінцями, які хлопчик назбирав вранці біля струмка і кидав весь час поки вони йшли до лісу. Після другої спроби батьків покинути дітей у лісі, діти опиняються в хаті людожера. Вночі Хлопчик-мізинчик знімає золоті віночки з голів дочок людожера і надягає їх своїм братам замість їхніх нічних ковпачків, які тепер красуються на головах дівчаток. Як наслідок, людожер вночі вбиває власних дочок, а брати й Хлопчик-мізинчик тікають з будинку людожера, який вранці починає переслідування хлопців, одягнувши свої семимильні чоботи. Знесилившись від важкої гонитви, людожер зупиняється відпочити й засинає, а Хлопчик-мізинчик підкрадається і стягує з нього семимильні чоботи й взуває їх собі на ноги. Прибігши до двору короля, правитель призначає Хлопчика-мізинчика своїм гінцем-скороходом, що має якнайшвидше принести звістку про результат важливої битви. Невдовзі хлопець приносить добру звістку, а король щедро його винагороджує. Казка закінчується тим, що він повертається додому з братами та здобутим золотом і відтоді вони вже ніколи не бідують.

## Переклад українською
- Казка Шарля Перро «Хлопчик-Мізинчик» (укр.) — переклад Семенюк В. С.
- «Хлопчик-Мізинчик». Переклад Романа Терещинка

1. ↑  Deutsche Nationalbibliothek Record #1189624753 // Gemeinsame Normdatei — 2012—2016.